# Томсон, Джозеф Джон
Сэр Джо́зеф Джон То́мсон (англ. Joseph John Thomson; 18 декабря 1856[…], Читем-Хилл, Манчестер[…] — 30 августа 1940[…], Кембридж[…]) — английский физик, лауреат Нобелевской премии по физике 1906 года с формулировкой «за исследования прохождения электричества через газы».
Наиболее значимыми его исследованиями являются:
- Явление прохождения электрического тока при малых напряжениях сквозь газ, облучаемый рентгеновским излучением.
- Исследование «катодных лучей» (электронных пучков), в результате которого было показано, что они имеют корпускулярную природу и состоят из отрицательно заряженных частиц субатомного размера. Эти исследования привели к открытию электрона (1897).
- Исследование «анодных лучей» (потоков ионизированных атомов и молекул), которое привело к открытию стабильных изотопов на примере изотопов неона: 20Ne и 22Ne (1913), а также послужило толчком к развитию масс-спектрометрии.

Член (1884) и президент (1915—1920) Лондонского королевского общества, иностранный член Парижской академии наук (1919; корреспондент с 1911), иностранный член-корреспондент Петербургской академии наук (1913) и почётный член Российской академии наук (1925).

## Биография
Джозеф Джон Томсон родился 18 декабря 1856 года в Читем-Хилле вблизи Манчестера в семье Джозефа Джеймса Томсона и его жены, урождённой Эммы Свинделлт. Его отец был коренным шотландцем и держал семейный бизнес по изданию и продаже книг в Манчестере. По настоянию отца он поступил учеником в инженерную фирму, но ввиду сложностей с поиском работы был временно отправлен в Оуэнс-колледж, Манчестер. Томсон относился к этому более-менее случайному стечению обстоятельств как к поворотной точке в своей жизни. Во время обучения в Оуэнс-колледже он оказался под влиянием физика Бальфура Стюарта, инженера Осборна Рейнольдса и математика Томаса Баркера.
Его математические и научные способности вскоре были замечены, он был вовлечён Бальфуром Стюартом в различные физические исследования и в конечном счёте опубликовал небольшую статью «Experiments on contact electricity between non-conductors» в «Трудах Королевского Общества». Во время обучения в Оуэнс-колледже он познакомился с Артуром Шустером и Джоном Генри Пойнтингом, дружба с которыми продолжалась всю жизнь.
По совету Баркера он оставил мысль об инженерной карьере и поступил в Тринити-колледж в Кембридже в октябре 1876 года, где в 1880 году получил степень бакалавра. После этого момента его жизнь проходила почти полностью в Кембридже, за исключением нескольких коротких поездок в Америку. Его математическое образование в Кембридже в основном проходило под руководством Е. Дж. Рута. Томсон ни тогда, ни в последующее время не попал под личное влияние Джеймса Клерка Максвелла.
После получения степени бакалавра он стал сотрудником Тринити-колледжа и начал свои исследования в области математической и экспериментальной физики. Его ранняя математическая работа состояла в развитии электромагнитной теории и приложения динамических методов Лагранжа к проблемам математики и физики. Эти исследования, проходившие под руководством лорда Рэлея, были впоследствии обобщены в книге «Application of Dynamics to Physics and Chemistry», однако полученные им в этот период результаты не выдержали проверку временем.
После выхода лорда Релея на пенсию с должности Кавендишского профессора в Кембридже в конце 1884 года Томсон был выбран ему на замену. Несмотря на молодость (Томсону в это время было около 27 лет), он проявил себя в качестве умелого руководителя Кавендишской лаборатории. Сам он был средним экспериментатором и имел относительно слабые знания в области механических процессов, но, тем не менее, его выдающиеся способности и природная изобретательность сильно перевесили эти недостатки.
В 1890 году он женился на Розе Пейджт, дочери сэра Джорджа Пэйджта. Его детьми от этого брака были Джордж Пэйджт Томсон (1892—1975), впоследствии профессор физики и лауреат Нобелевской премии по физике 1937 года за открытие дифракции электронов на кристаллах, и мисс Джоан Томсон.
Следующие десятилетия работы в качестве руководителя Кавендишской лаборатории в Кембридже являлись наиболее результативными в его жизни. Так, именно к этому периоду относятся все исследования Томсона по прохождению электричества через газы, за которые он был удостоен Нобелевской премии по физике в 1906 году.
Ближе к концу войны, в 1918 году, со смертью доктора Г. Монтегю Батлера, освободилась должность главы Тринити-колледжа в Кембридже, которая была предложена Томсону Ллойдом Джорджем. В то же время он сохранил Кавендишское профессорство до конца войны, когда его на этом посту сменил его ученик Резерфорд. Он всё же продолжил работу в Кавендишской лаборатории в течение ещё нескольких лет, но дальнейшие исследования оказались несравнимы по важности с довоенными.
В 1914—1916 годах Джозеф Джон Томсон являлся президентом Лондонского общества физиков.
В 1915 году он стал президентом Лондонского королевского общества, сменив сэра Уильяма Крукса, и находился на этом посту до 1920 года. По воспоминаниям современников, на встречах общества он всегда был готов к обсуждению, даже если статья не относилась к области его научных интересов, что исключало возможность любого поверхностного рассмотрения. Готовность к диалогу и личному стимулированию, вкупе с авторитетностью в научной области, делала его ценным учёным и источником вдохновения для многих исследователей.
С 1921 по 1923 год Дж. Дж. Томсон занимал пост президента Института физики.
Умер Томсон в Кембридже 30 августа 1940 года в возрасте 83 лет.

## Научная деятельность

### Исследование проводимости газов
Его ранние исследования разряда электричества через газы были очень разнообразны. Он искал отправную точку, с которой он мог бы начать адекватное теоретическое обоснование большому массиву получаемых экспериментальных данных.
Основная сложность исследований в этой области была связана с наличием металлических электродов, и Томсон считал, что если бы электрический разряд был получен без использования электродов (а значит, и без побочных процессов, протекающих на поверхности контакта электродов с газом), то такой эксперимент мог бы стать отправной точкой для объяснения этого явления. Это соображение являлось основой исследования безэлектродного разряда. Эти исследования дали важный экспериментальный метод, который был использован в различных направлениях, в частности для исследования послесвечения в газах и различных спектральных исследований, однако как метод исследования механизма разряда он оказался, в сущности, бесполезным в силу прерывистого характера индуцированного разряда, что затрудняет количественные измерения. Томсон проводил много времени, изучая электролиз пара и определяя кажущуюся скорость, с которой свечение распространяется вдоль длинной вакуумированной трубки. Однако эти исследования также не оправдали ожиданий. Наиболее результативный период исследований Томсоном электрического разряда начался с открытием рентгеновского излучения в 1896 году.
Экспериментируя с ним, Томсон вскоре обнаружил, что газы, на которые воздействует рентгеновское излучение, начинают пропускать электричество под действием малого приложенного напряжения. Этот тип проводимости был явно отличен от того, который имел место при прохождении искры, поскольку искра всегда требует напряжения как минимум в 300 вольт при наиболее благоприятных условиях, тогда как проводимость под действием рентгеновского излучения наблюдается при значительно меньшем напряжении. Открытие проводимости этого типа было сделано одновременно и в других лабораториях, но именно в Кавендишской лаборатории был разгадан его механизм. Томсон совместно с Резерфордом опубликовал важную статью, в которой было показано, что функцией рентгеновского излучения было высвобождение заряженных ионов из газа, движущегося под действием приложенного напряжения, и, таким образом, создание переносчиков заряда. Если излучение отключалась, эти ионы рекомбинировали с образованием нейтральных молекул. С другой стороны, при наличии рентгеновского излучения проходящий ток зависел от приложенного напряжения. Если оно было мало, ионы двигались медленно, преодолевая сопротивление окружающего воздуха, и протекал лишь небольшой ток, а большинство образующихся ионов разряжались путём рекомбинации. Если приложенное напряжение было значительным, движение ионов становилось столь быстрым, что они не успевали рекомбинировать до достижения электродов. В этом случае все образующиеся под действием излучения ионы были задействованы в переносе заряда и не расходовались в результате рекомбинации, а получаемый ток достигал максимального значения, и дальнейшее увеличение напряжения в этих условиях не могло его увеличить. Такой максимальный ток был назван Томсоном «током насыщения» («saturation current») и до сих пор носит это название. При увеличении расстояния между электродами ток насыщения также увеличивался. Такое поведение не соответствовало данным по электропроводности металлов или растворов электролитов и составляло убедительное доказательство правильности интерпретации этого феномена.
Вскоре после этого другими сотрудниками лаборатории, включая Резерфорда и Зелени, была найдена абсолютная скорость ионов в воздухе под действием градиента потенциала, которая, как и предполагалось, оказалась пропорциональна приложенному напряжению.

### Исследование катодных лучей, открытие электрона
После объяснения механизма газового разряда в условиях рентгеновского облучения Томсон обратился к более пристальному исследованию природы катодных лучей. Этот вопрос занимал его на протяжении многих лет, и он всегда был склонен к точке зрения, защищаемой Варли и Круксом, что эти лучи состоят из отрицательно заряженных частиц, исходящих из катода, в отличие от взгляда немецких физиков Гольдштейна, Герца и Ленарда, считавшими, что они являются проходящими в эфире волнами. На Томсона влиял в основном тот факт, что эти лучи отклонялись в магнитном поле в поперечном их движению направлении. Никогда до этого момента он не сомневался, что заряженные частицы были молекулами или атомами. Количественно измеряя магнитное отклонение, он начал сомневаться, надёжна ли такая точка зрения, поскольку отклонение было существенно больше, нежели предсказывала эта гипотеза. Некоторые из вышеперечисленных исследователей искали электростатическое отклонение катодных лучей, но не обнаружили его в каких-либо столь же простых условиях. Томсон был склонен думать, что провал этих экспериментов объясняется проводимостью остаточного газа и, работая в условиях очень высокого вакуума, ему удалось получить электростатическое отклонение. Совмещая данные по электростатическому и магнитному отклонению, он смог получить скорость частиц в лучах и отношение их заряда к массе. Это значение оказалось отличным по значению от найденного для атомов водорода при электролизе. Предполагая, что заряд был одним и тем же в обоих случаях, из экспериментальных данных следовало, что масса частиц катодных лучей была очень мала по сравнению с массой атома водорода. Томсон приблизительно подтвердил это значение отношения массы к заряду калориметрическим измерением энергии, переносимой лучами, одновременно с передаваемым ими зарядом. В то время он ещё не был уверен в равенстве зарядов катодных частиц и атомов водорода при электролизе.
Следующим шагом было определение абсолютного значения заряда ионов получаемых в воздухе под воздействием рентгеновского излучения. Он сделал это, используя открытие Ч. Т. Р. Вильсона, что эти ионы могут выступать в качестве центров конденсации капель жидкости. Появилась возможность образовать облако, содержащее известное количество водяного пара и количество капель, равное количеству ионов. Из скорости осаждения капель возможно было рассчитать размер капель и их количество, и, таким образом, определить количество образующихся ионов. Зная их общий заряд, можно было определить заряд одного иона, который оказался равным 6,5•10−10 Фр. Принимая значение абсолютного веса атома водорода из кинетической теории, оказалось вероятным, что значение заряда иона было равным заряду атома водорода в электролизе.
К этому моменту не было поставлено ни одного эксперимента, в котором бы можно было одновременно определить и заряд, и отношение массы к заряду частицы катодного луча. Томсон увидел возможность одновременного определения этих величин для частиц, уносящих отрицательный заряд при попадании ультрафиолетового излучения на цинк. Он разработал метод определения отношения массы к заряду для них и заряда одной частицы методом капельной конденсации. Цель эксперимента состояла в том, чтобы однозначно показать, что эти частицы имеют массу порядка одной тысячной от массы водорода, и заряд, равный заряду атома водорода в электролизе. Томсон в ранних публикациях называл эти частицы корпускулами, затем он стал использовать слово «электрон», которое было ранее использовано Джорджем Джонстоном Стони в значительно менее конкретном случае.
Далее Томсон продолжил детально развивать концепцию электронов как частиц, входящих в состав атома. Из заключения по эксперименту Баркла по рассеянию рентгеновского излучения воздухом и другими газами, он определил, что количество электронов в атоме зависит от атомного веса. Томсон предложил модель атома, который состоит из положительно заряженной сферы, в которой электроны находятся в стабильном статическом равновесии с их взаимным отталкиванием и притяжением к положительно заряженной сфере, и смог показать, что такая модель будет иметь периодические свойства, если электроны собираются в последовательные кольца по мере увеличения их числа. Модель Томсона дала, по существу, то же основание периодического закона, что и более продвинутые модели, основанные на ядре атома, которые были выведены Бором из спектральных данных. Томсон в дальнейшем пришёл к концепции металлической проводимости с точки зрения движения свободных электронов в металле.

### Исследование «анодных лучей» и начало масс-спектрометрии
Другой большой период экспериментальной деятельности Томсона в 1906—1914 годы связан с работой над явлением положительно заряженных (анодных) лучей. Положительно заряженные лучи были открыты Гольдштейном при разряде трубок, имеющих отверстие в катоде, при низком давлении. Они проходили в бессиловом пространстве за катодом. В. Вином было показано, что эти лучи имеют корпускулярную природу и несут положительный заряд. В дальнейшем он установил, что эти частицы имели атомарные размеры.
Когда Томсон обратился к этому предмету, ни у кого ещё не получалось разделить различные типов атомов, которые могли быть представлены в этих лучах, и его значительное достижение состояло именно в этом. Метод Томсона состоял в использовании одновременно магнитного и электростатического полей, которые давали отклонения по перпендикулярным координатам. Лучи были зафиксированы на фотопластинке, и координаты, измеряемые по изображению, давали отдельно магнитное и электростатическое отклонения.
Томсон обнаружил важность проведения этих экспериментов при максимально низком давлении газа во избежание вторичного процесса, связанного с получением или потерей заряда движущимися частицами. При проведении эксперимента в этих условиях обнаружилось, что картина, получаемая на флуоресцентном экране или фотопластинке, является чередой парабол с общей вершиной в точке нулевого отклонения и осями, параллельными направлению электростатического отклонения. Каждая из таких парабол отвечала одному типу атома или атомной группы с конкретным зарядом, а каждая точка кривой соответствовала разной скорости частицы. Таким образом было доказано наличие большого разнообразия атомов и атомных групп в разряжающейся трубке, природа которых могла быть определена по значению координат на картине, зная значения электростатического и магнитного полей. Также был разработан принципиально новый способ химического анализа, а общее подтверждение полученных результатов было дано химическими методами. Этот способ получил название «масс-спектрометрия». Было показано, к примеру, что атом ртути может принимать различный заряд, равный по модулю от одного до семи зарядов электрона. Другим очень важном результатом стал тот факт, что неон показал в этом эксперименте две различные параболы, одну относящуюся к атомной массе в 20, а другую — к атомной массе в 22. Это было первым свидетельством существования стабильных нерадиоактивных изотопов. В этих экспериментах Томсону помогал доктор Ф. У. Астон, который в дальнейшем независимо развил эти идеи и получил в 1922 году Нобелевскую премию по химии за свои исследования в области масс-спектрометрии.

## Административная и педагогическая деятельность
Во время работы в качестве Кавендишского профессора — руководителя Кавендишской физической лаборатории в Кембридже, Томсон достиг успеха в создании уникальной экспериментальной школы. В это время до 40 исследователей одновременно работали под его руководством, включая достаточно часто профессоров американских и континентальных университетов. Как следствие, большое количество профессорских должностей в области физики в англоговорящих странах было в разное время занято его бывшими учениками.
Этому в большой степени содействовало то обстоятельство, что в период пребывания Томсона на должности Кавендишского профессора в Кембриджском университете появилась схема, которая позволяла выпускникам других университетов получить диплом Кембриджа путём исследовательской работы на протяжении двух лет. Эта схема не была разработана со специальным уклоном в науку в целом или в физику в частности, но особенно востребованной оказалась в стенах Кавендишской лаборатории. Публикации Томсона и, в частности, его «Recent researches in electricity and magnetism», опубликованные в 1893 году как дополнение к трактату Джеймса Клерка Максвелла, широко разнесли его славу, что привлекло много талантливых учёных из колониальных и иностранных университетов в Кавендишскую лабораторию. Среди них были Э. Резерфорд из Веллингтон-колледжа, Новая Зеландия, Дж. С. Таунсенд из Тринити-колледжа, Дублин, Дж. А. МакКлеллаланд из Университета Дублина, Дж. К. МакЛеннан из Торонто, П. Ланжевен из Парижа и несколько других. К тому же среди них были К. Т. Р. Вильсон, У. К. Д. Ветам (впоследствии Дампир) и другие, стажирующиеся в Кембридже.
Во время Первой мировой войны, в 1914—1918 годах, Томсон был в основном занят консультативной и комиссионной работой в Совете по изобретениям и исследованиям под руководством лорда Фишера, в котором он состоял. Эта работа и возможности, которые она давала ему для контакта с более широким, чем ранее, кругом коллег, была ему очень интересна.
Работу по привлечению новых исследователей он продолжил и на посту главы Тринити-колледжа, где и работал до конца жизни.

## Личные качества и увлечения
Во время своего обучения в Кембридже он не принимал участия в спортивных соревнованиях, хотя и тогда, и позднее он проявлял сильный интерес к достижениям других. Будучи руководителем Тринити-колледжа, он также интересовался спортивными соревнованиями, и ничто не могло доставить ему больше удовольствия, чем возможность сходить на хороший футбольный матч или посмотреть выступление команды по гребле из Тринити на речке. Его можно было увидеть даже на второстепенных гонках. Он искренне радовался приглашениям на неформальный студенческий обед, и казалось, ему это доставляло больше радости, чем многие торжественные события, которые он вынужден был посещать ввиду своей должности.
Джозеф Джон Томсон не владел ни одним иностранным языком и отказывался от любых попыток разговора даже на французском, полностью полагаясь на свою жену в качестве переводчика. Несмотря на то, что он мог бегло читать по-французски и по-немецки, он никогда не писал и не говорил на этих языках. Свободно владел Эсперанто.
Как руководитель совета Тринити-колледжа, он никогда не терял хладнокровия в политических спорах, даже несмотря на подчас грубые высказывания людей, придерживающихся взглядов, отличных от его собственных. Он считал, что такие прегрешения лучше всего игнорировать и, таким образом, они быстрее всего забывались.
Томсон имел недюжинные способности к финансовой деятельности, и в ненавязчивой форме так успешно управлял своими инвестициями, что смог сколотить приличное состояние, начав с крайне малого капитала. Эта сторона его деятельности, как правило, значительно менее известна, несмотря на то, что он всегда проявлял интерес к принципам работы как малых предприятий, так и больших финансовых систем.
По воспоминаниям современников, он был увлечённым садовником и проявлял большой интерес к селекции растений и луковиц для своего сада, хоть и не прилагал к этому больших физических усилий.

## Почести и награды
Джозеф Джон Томсон являлся членом многих научных сообществ, включая Лондонское королевское общество и Институт Франции, а также лауреатом многих премий и наград, среди которых следующие:
- 1882 год — Премия Адамса
- 1887 год — Бейкеровская лекция
- 1892 год — Бейкеровская лекция
- 1894 год — Королевская медаль
- 1902 год — Медаль Хьюза
- 1903 год — Силлимановская лекция
- 1906 год — Нобелевская премия по физике
- 1910 год — Медаль Эллиота Крессона
- 1912 год — Орден за заслуги
- 1913 год — Бейкеровская лекция
- 1914 год — Медаль Копли
- 1915 год — Медаль Альберта (Королевское общество искусств)
- 1922 год — Медаль Франклина
- 1923 год — Медаль Джона Скотта
- 1925 год — Медаль Фарадея
- 1926 год — Кельвиновская лекция
- 1928 год — Медаль и премия Гутри.

В 1970 г. Международный астрономический союз присвоил имя Джозефа Джона Томсона кратеру на обратной стороне Луны.